# Petronella Burgerhof
Petronella Burgerhof   (la Haia, 6 de desembre de 1908 - la Haia, 15 de setembre de 1991) va ser una gimnasta artística neerlandesa que va competir durant la dècada de 1920.
El 1928 va prendre part en els Jocs Olímpics d'Amsterdam, on guanyà la medalla d'or en el concurs complet per equips del programa de gimnàstica.